# فتح‌آباد (سیریز)
فتح‌آباد، روستایی از توابع بخش یزدان‌آباد شهرستان زرند در استان کرمان ایران است.

## جمعیت
این روستا در دهستان سیریز قرار دارد و براساس سرشماری مرکز آمار ایران در سال ۱۳۹۵، جمعیت آن ۹۴۴ نفر(۲۷۶ خانوار) بوده‌است.